# فرودگاه بین‌المللی زاکینثوس
فرودگاه بین‌المللی زاکینثوس  (به انگلیسی: Zakynthos International Airport)  یک فرودگاه همگانی  با کد یاتا ZTH است که یک باند فرود آسفالت دارد و طول باند آن ۲۲۲۸ متر است. این فرودگاه در شهر زاکینوس کشور یونان قرار دارد و در ارتفاع ۵ متری از سطح دریا واقع شده است.